# Scinax constrictus
Scinax constrictus es una especie de anfibios de la familia Hylidae. Es endémica de Brasil.
Sus hábitats naturales incluyen sabanas secas y marismas de agua dulce. Está amenazada de extinción por la destrucción de su hábitat natural.